# Tertenia
Tertenia (sardisk: Tertenìa) er en by og en kommune (comune) i provinsen Nuoro i regionen Sardinien i Italien. Byen ligger i 129 meters højde og har 3.936 indbyggere (2016). Kommunen har et areal på 117,65 km² og grænser til kommunerne Cardedu, Gairo, Jerzu, Lanusei, Loceri, Osini og Ulassai.